# Deutsches Studienzentrum in Venedig

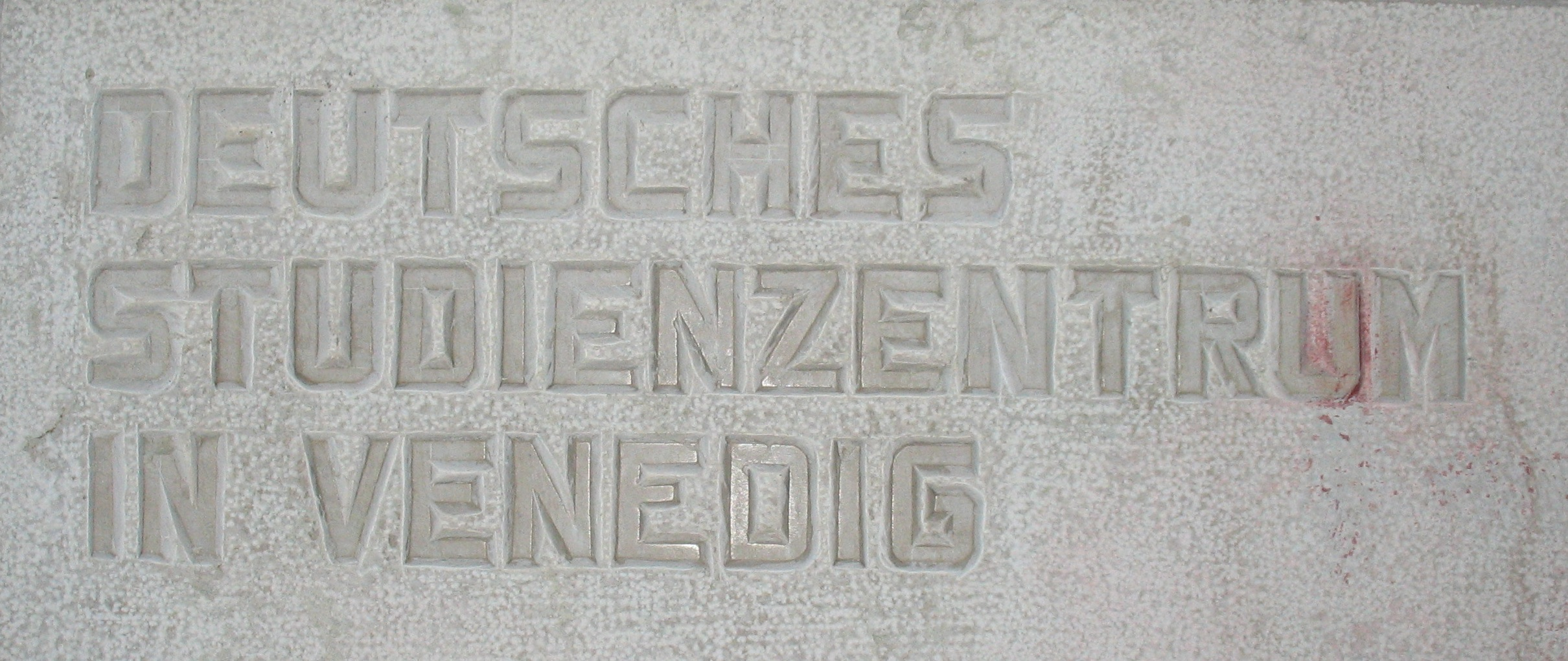
Tafel neben dem Eingang

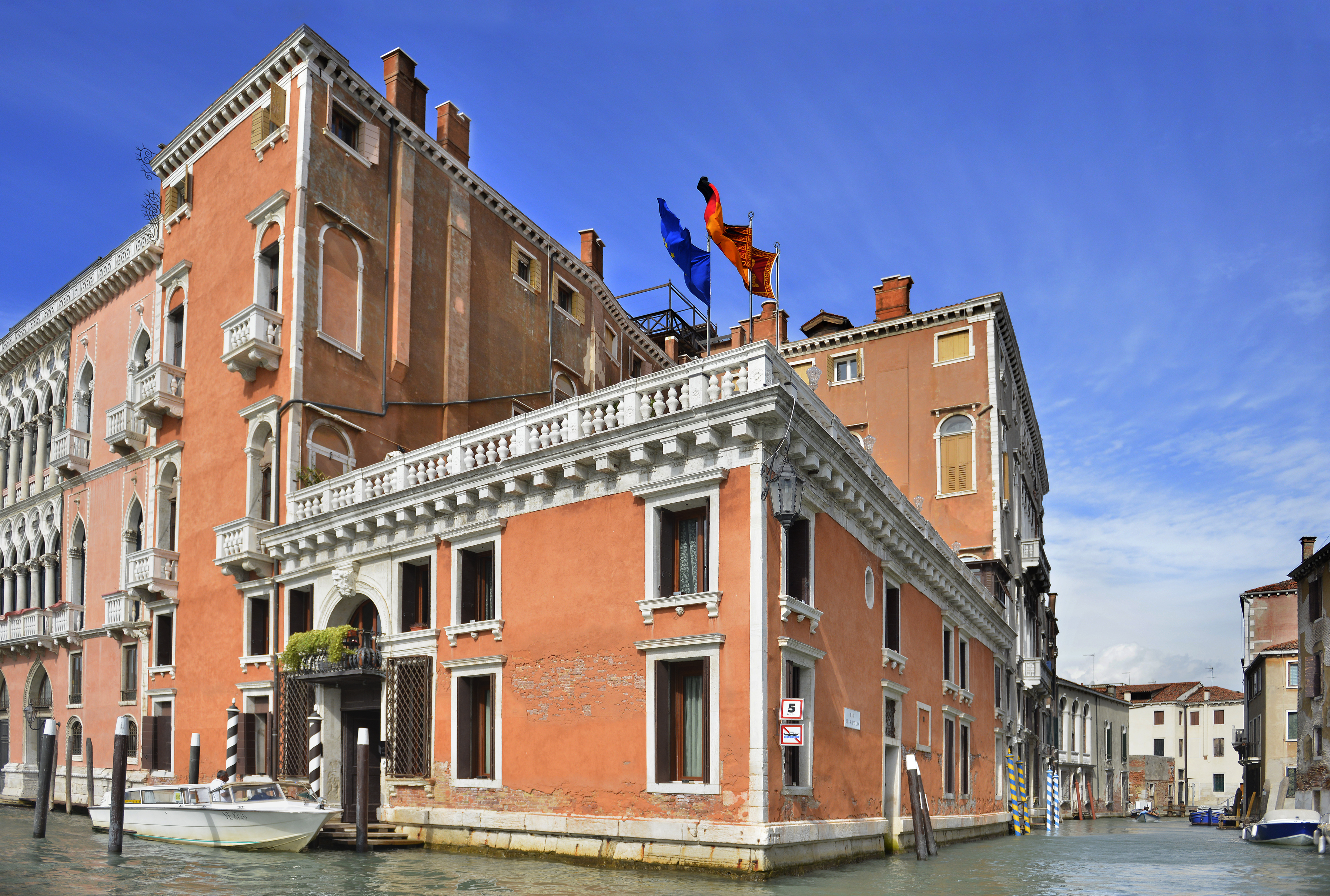
Palazzo Barbarigo della Terrazza, Venedig, Italien, Fotograf Francesco Vitturi, Technifoto

Das Deutsche Studienzentrum in Venedig (Centro Tedesco di Studi Veneziani) ist eine 1972 eingerichtete interdisziplinäre Institution, die wissenschaftliche und künstlerische Arbeiten und Projekte zu Geschichte und Kultur Venedigs und der ehemals venezianischen Gebiete fördert und im Palazzo Barbarigo della Terrazza am Canal Grande beherbergt ist.

## Geschichte
Gründungsmitglieder des Trägervereins Deutsches Studienzentrum in Venedig e. V. waren der Byzantinist Hans-Georg Beck, der zugleich dessen erster Vorsitzender war (1970–1983), der Biochemiker Adolf Butenandt in seiner Funktion als Präsident der Max-Planck-Gesellschaft, der Rechtswissenschaftler Helmut Coing als Vorsitzender des wissenschaftlichen Beirats der Fritz Thyssen Stiftung, der Wirtschaftsjurist Alexander Kreuter, der Forstwissenschaftler Julius Speer als Präsident der Deutschen Forschungsgemeinschaft und der Generaldirektor der Bayerischen Staatsgemäldesammlungen Erich Steingräber.
Nachfolgende Vorsitzende des Vereins waren der Rechtshistoriker Dieter Nörr (1983–1997), der Historiker Johannes Fried (1998–2005), der Historiker Bernd Roeck (interimistisch  2005), der Medizin- und Kunsthistoriker Klaus Bergdolt (2005–2013), der Historiker Michael Matheus (2013–2021).
Seit 2021 ist der Rechtshistoriker Albrecht Cordes Vorsitzender des Deutschen Studienzentrums in Venedig.
Zweite Vorsitzende ist seit 2021 die Romanistin Barbara Kuhn.
Vorsitzende des wissenschaftlichen Beirats des Studienzentrums waren und sind: der Byzantinist Peter Schreiner (2005–2009), die Musikwissenschaftlerin Helen Geyer (2009–2013), der Kunsthistoriker Hans Aurenhammer (2013–2017), die Romanistin Barbara Kuhn (2017–2021) sowie der Osmanist und historische Südosteuropaforscher Markus Koller (seit 2021).

## Direktoren
Die Direktoren des Studienzentrums werden in der Regel jeweils auf fünf Jahre bestimmt.
- 1972–1974: Wolfgang Wolters, Kunsthistoriker
- 1974: Hans Eberhard Mayer, Historiker (kommissarisch)
- 1974–1978: Bodo Guthmüller, Romanist
- 1978–1979: Hans Eberhard Mayer, Historiker (kommissarisch)
- 1979–1982: Eckhard Keßler, Philosophiehistoriker
- 1983–1986: Karin Nehlsen-von Stryk, Rechtshistorikerin
- 1986–1990: Bernd Roeck, Historiker
- 1990–1995: Klaus Bergdolt, Medizin- und Kunsthistoriker
- 1995–1996: Markus Engelhardt, Musikwissenschaftler
- 1996–2000: Susanne Winter, Romanistin
- 2000–2005: Rudolf Pokorny, Historiker
- 2005–2010: Uwe Israel, Historiker
- 2010–2014: Sabine Meine, Musikwissenschaftlerin
- 2014–2016: Romedio Schmitz-Esser, Mediävist
- Januar–Juni 2017: Michael Matheus, Mediävist (ad interim)
- 2017–2023: Marita Liebermann, Romanistin
- seit 2023: Richard Erkens, Musikwissenschaftler und Opernforscher

## Finanzierung
Die Finanzierung lag früher beim Bundesinnenministerium, heute wird sie hauptsächlich vom Beauftragten der Bundesregierung für Kultur und Medien gewährleistet. Weitere Förderer des Zentrums sind die Fritz Thyssen Stiftung für Wissenschaftsförderung, die Deutsche Forschungsgemeinschaft (DFG), die Gerda Henkel Stiftung, und der Verein der Freunde und Förderer des Deutschen Studienzentrums in Venedig e. V. mit seinen etwa 250 Mitgliedern.
2002 wurde in München der Verein der Freunde und Förderer des Deutschen Studienzentrums in Venedig e. V. gegründet. Sein Zweck ist die ideelle und finanzielle Förderung des Studienzentrums. Dies geschieht etwa durch Unterstützung der Bibliothek, Verbesserung der technischen Ausstattung oder Erhalt der Inneneinrichtung der beiden Etagen des Palasts, in denen das Zentrum untergebracht ist.
Seit 2017 fördert die Dr. Christiane Hackerodt Kunst- und Kulturstiftung Kunststipendiatinnen und Kunststipendiaten des Deutschen Studienzentrums in Venedig.

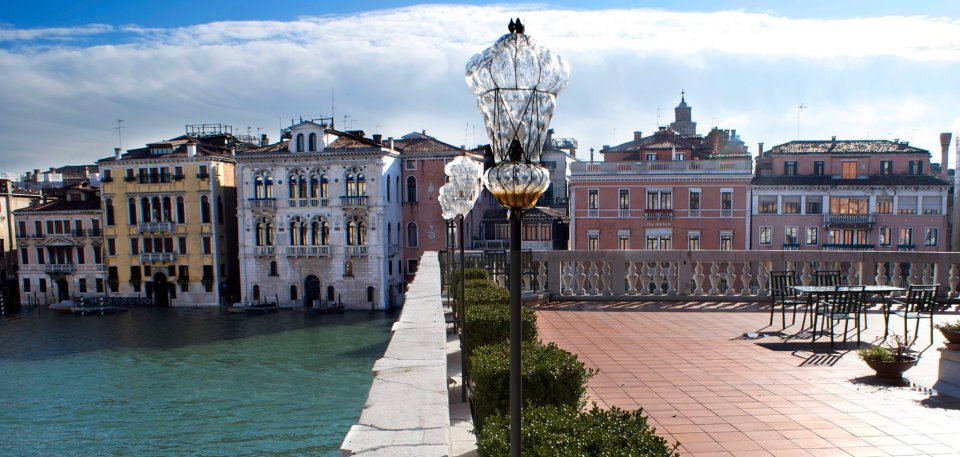
Blick von der Terrasse ostwärts Richtung Canal Grande, Fotograf Moritz Gagern

## Forschung und Stipendien
Das Deutsche Studienzentrum in Venedig vergibt Stipendien an Nachwuchswissenschaftlerinnen und -wissenschaftler, deren Vorhaben Bezüge zu Venedig aufweisen, sowie an Künstlerinnen und Künstler.
Das öffentliche Jahresprogramm umfasst internationale Tagungen, Vorträge, Konzerte und weitere kulturelle Veranstaltungen, daneben finden Kolloquia auf Einladung statt. Einmal jährlich veranstaltet das Deutsche Studienzentrum einen interdisziplinären Studienkurs.
Seit 2023 leitet der Direktor Richard Erkens das Forschungsprojekt „Multimediale Lichtdramaturgien: Spiegelphänomene in der venezianischen Oper“.

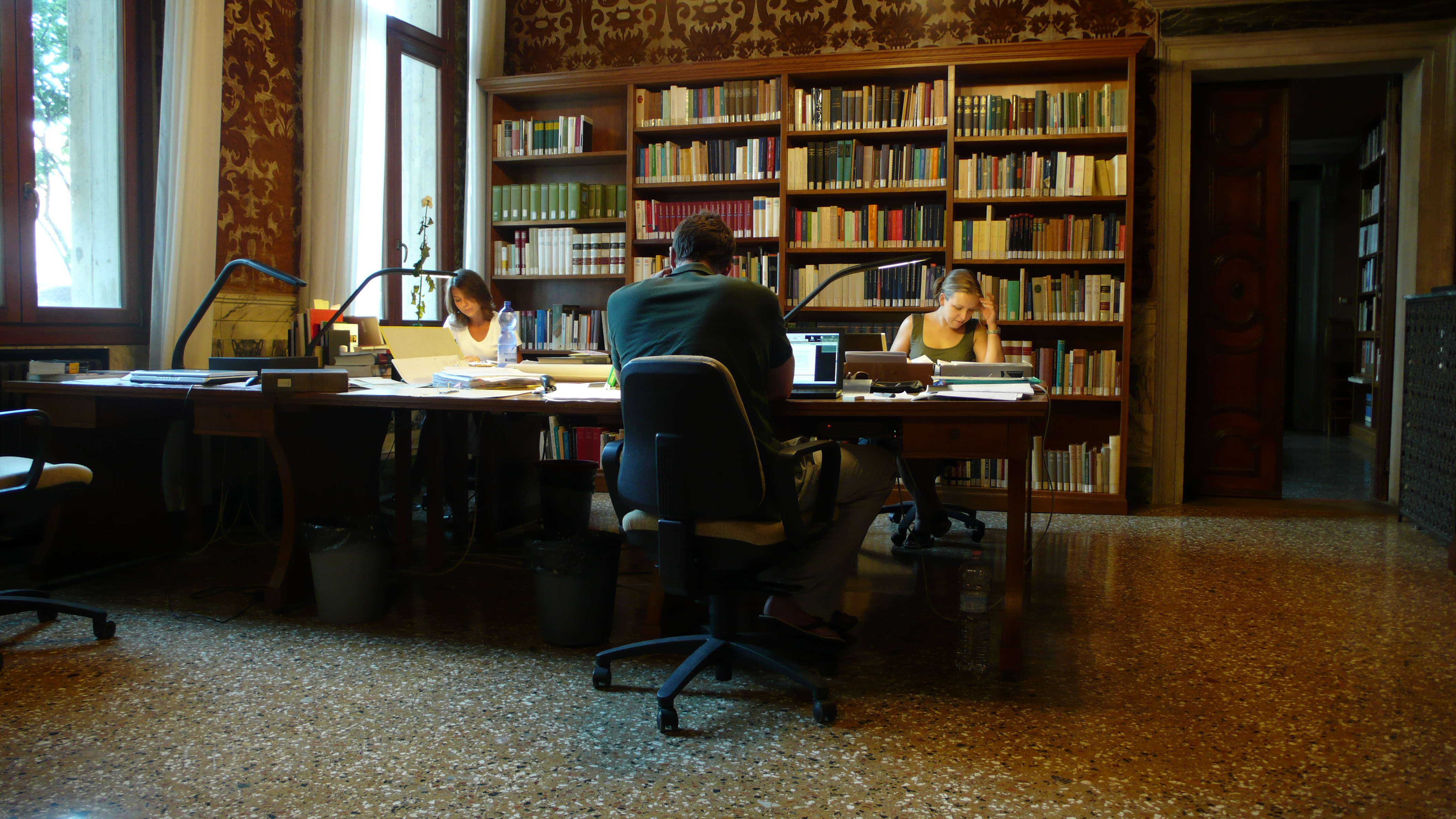
Stipendiaten in der Bibliothek, Fotograf: Frank Neubauer

Das Zentrum verfügt über eine Präsenzbibliothek von mehr als 13.000 Bänden und eine reiche Sonderdrucksammlung.

## Förderer
- Fritz Thyssen Stiftung für Wissenschaftsförderung
- Verein der Freunde und Förderer des Deutschen Studienzentrums in Venedig e. V.
- Dr. Christiane Hackerodt Kunst- und Kulturstiftung

## Wissenschaftliche Buchreihen
- Studi[10]
- Venetiana[11]
- Ricerche[12] (2010 eingestellt)
- Quaderni (2002 eingestellt, 2020 wiederaufgenommen)[13]